# متحف الثورة الكورية

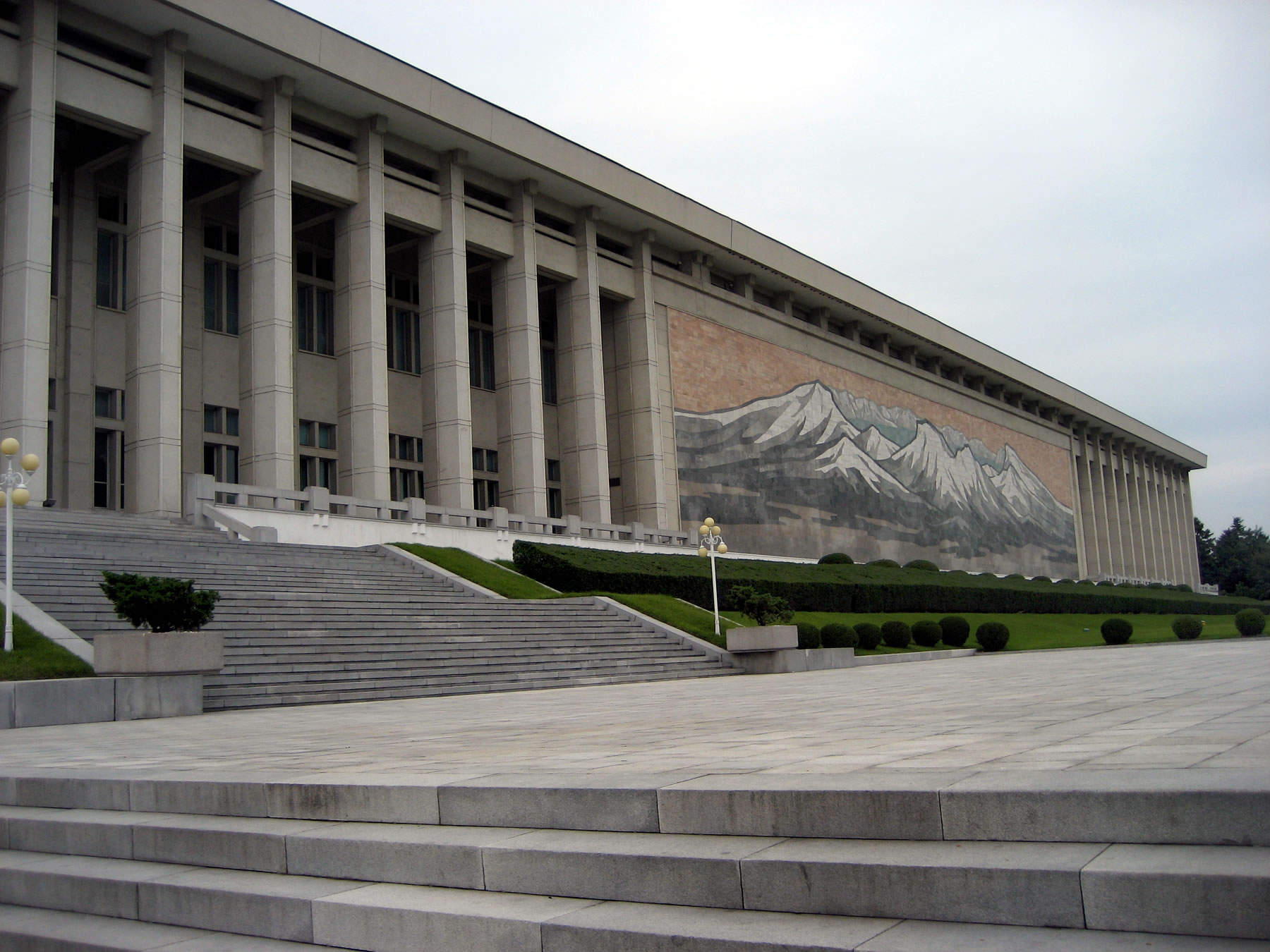
مبنى متحف الثورة الكورية

متحف الثورة الكورية ((هانغل: 조선혁명박물관))، هي متحف قومي في بيونغيانغ عاصمة كوريا الشمالية، افتتحت بتاريخ 1 أغسطس 1948م، وصل العدد القياسي للزوار نحو 27 مليون زائر منذ عام 1948م.